# Автомотовелофототелерадіомузей
Вінницький Авто-мото-вело-фото-теле-радіо музей — Вінницький музей ретро техніки.
Музей розташований у само́му середмісті Вінниці за адресою: вул. Хлібна, буд. 1, у приміщенні Планетарію

## Історія закладу
Свою роботу музей «Автомотовелофоторадіо» розпочав 2013 року в приміщенні автосалону «Володимир» в центрі міста. З того часу його двері відкриті для поціновувачів усього унікального й цікавого. Колекцію раритетних предметів засновник закладу Олексій Стрембіцький почав збирати ще 1977 року. Починалося все з трохи більше як 10 експонатів. Поступово їх кількість збільшувалася за рахунок покупок, дарунків від друзів та знайомих. 1979 року придбано перший ретро-автомобіль ГАЗ 67. Сьогодні музей «Автомотовелофоторадіо» поповнюється і завдяки простим вінничанам, які приносять всілякі цікаві речі.
Зараз експозиція знаходиться у приміщенні Планетарію

## Експозиція музею
«Автомотовелофоторадіо» називають музеєм, який ламає стереотипи і тим самим вабить до себе відвідувачів. Експозиція представлена раритетними автомобілями та іншою технікою з приватної колекції вінницького поціновувача Олексія Стрембіцького та налічує вже більше ста експонатів. Тут ви можете побачити унікальні марки як радянських автомобілів, так і моделі зарубіжного автопрому, випущені до 90-тих років 20 століття. Деякі з них можна й зараз зустріти на вулицях міста, а деякі вже давно стали тільки музейними експонатами.
Серед найвідоміших та цікавих туристам екземплярів колекції:
- армійський ГАЗ-67;
- унікальний пожежний та санітарний автомобілі;
- рідкісний тривісний «Вілліс»;
- ГАЗ-М-20 «Перемога»;
- «Москвичі» і «Волги» різних років випуску;
- автоколекція мініатюрних автомобілів;
- велосипеди, патефони, телевізори, фотоапарати, радіоприймачі;
- мініатюрні моделі суден та кораблів;
- побутові раритетні речі, які вийшли з ужитку: патефони, платівки, старі друкарські машинки, рахівниці та інше.

Музей «Автомотовелофоторадіо», окрім старовинних автомобілів, пропонує оглянути радянські мотоцикли та мотоцикли часів Другої світової війни. 
Окрім огляду експозиції, у музеї можна:
- замовити екскурсії для груп українською, польською та англійською мовами;
- приміряти військову форму;
- зробити фото в історичному образі;
- пограти на музичних інструментах;
- політати на самолітному тренажері.

Тут дозволяють усього торкатись, що й означає близьке спілкування відвідувачів з технікою та іншими експонатами.